# Thiago Fernandes
Thiago Augusto Fernandes (Joinville, 20 maggio 1990) è un calciatore brasiliano naturalizzato bahreinita, attaccante dell'Al-Khaldiya.

## Carriera

### Club
Ha giocato nella massima serie bahreinita ed in quella malaysiana.

### Nazionale
Nel 2019, una volta ottenuta la cittadinanza bahreinita, ha esordito con la nazionale di tale Paese.

## Statistiche

### Cronologia presenze e reti in nazionale
| Cronologia completa delle presenze e delle reti in nazionale ― Bahrein | Cronologia completa delle presenze e delle reti in nazionale ― Bahrein | Cronologia completa delle presenze e delle reti in nazionale ― Bahrein | Cronologia completa delle presenze e delle reti in nazionale ― Bahrein | Cronologia completa delle presenze e delle reti in nazionale ― Bahrein | Cronologia completa delle presenze e delle reti in nazionale ― Bahrein | Cronologia completa delle presenze e delle reti in nazionale ― Bahrein | Cronologia completa delle presenze e delle reti in nazionale ― Bahrein |
| Data                                                                   | Città                                                                  | In casa                                                                | Risultato                                                              | Ospiti                                                                 | Competizione                                                           | Reti                                                                   | Note                                                                   |
| ---------------------------------------------------------------------- | ---------------------------------------------------------------------- | ---------------------------------------------------------------------- | ---------------------------------------------------------------------- | ---------------------------------------------------------------------- | ---------------------------------------------------------------------- | ---------------------------------------------------------------------- | ---------------------------------------------------------------------- |
| 27-11-2019                                                             | Doha                                                                   | Oman                                                                   | 0 – 0                                                                  | Bahrein                                                                | Coppa delle Nazioni del Golfo 2019 - 1º turno                          | -                                                                      | 82’                                                                    |
| 30-11-2019                                                             | Doha                                                                   | Bahrein                                                                | 0 – 2                                                                  | Arabia Saudita                                                         | Coppa delle Nazioni del Golfo 2019 - 1º turno                          | -                                                                      |                                                                        |
| 2-12-2019                                                              | Doha                                                                   | Kuwait                                                                 | 2 – 4                                                                  | Bahrein                                                                | Coppa delle Nazioni del Golfo 2019 - 1º turno                          | 2                                                                      | 77’                                                                    |
| 5-12-2019                                                              | Doha                                                                   | Iraq                                                                   | 2 – 2 dts (3 - 5 dtr)                                                  | Bahrein                                                                | Coppa delle Nazioni del Golfo 2019 - Semifinale                        | -                                                                      |                                                                        |
| 8-12-2019                                                              | Doha                                                                   | Bahrein                                                                | 1 – 0                                                                  | Arabia Saudita                                                         | Coppa delle Nazioni del Golfo 2019 - Finale                            | -                                                                      | 63’ 70’                                                                |
| Totale                                                                 |                                                                        | Presenze                                                               | 5                                                                      |                                                                        | Reti                                                                   | 2                                                                      |                                                                        |